# Мультипликационный Крокодил

Постер к очередному выпуску киножурнала.

«Мультипликационный Крокодил» («МуК») — советский сатирический мультипликационный киножурнал для взрослых. Производство — студия «Союзмультфильм». В 1960—1961 было создано 6 выпусков (по 3 выпуска в год). Каждый выпуск состоит из нескольких коротких, не связанных друг с другом историй, за исключением выпуска № 4, состоящего из одного сюжета — «На чистую воду».

## Персонажи
Главным героем нового мультжурнала становится Красный Крокодил — эмблема и символ старейшего советского сатирического журнала «Крокодил». Оживлённый искусством анимации, вооружённый вилами, с неизменной трубкой в зубах, Красный Крокодил ведёт нещадную борьбу (в рамках тем, дозволенных цензурой) с человеческими пороками и негативными явлениями в жизни страны.

### Озвучивание
В первых пяти выпусках Крокодила озвучивал Иван Любезнов, в последнем выпуске его сменил Лев Любецкий. Также на озвучивании работали: Георгий Вицин, Георгий Милляр, Елена Понсова, Сергей Мартинсон, Владимир Лепко, Анатолий Папанов, Лев Потёмкин и другие.

## Формат
Выпуски мультжурнала — короткометражные мультипликационные фильмы, длительностью около 10 минут, которые, по мнению Рудольфа Славского, можно было отнести к жанру кинокомедии малых форм, пользовались у зрителей популярностью:

С интересом встречает наш зритель и злободневные миниатюры, составляющие сатирические выпуски постоянного журнала МуК — мультипликационный «Крокодил».

## Хронология
В докладе Георгия Маленкова на XIX съезде КПСС в октябре 1952 года было сказано о значении и задачах советской сатиры:

Неправильно было бы думать, что наша советская действительность не даёт материала для сатиры. Нам нужны советские Гоголи и Щедрины, которые огнём сатиры выжгли бы из жизни всё отрицательное, прогнившее, омертвевшее, всё то, что тормозит движение вперёд.
В 1960 году студия «Союзмультфильм» начинает выпускать сатирический мультипликационный киножурнал «Мультипликационный Крокодил» (сокращённо — «МуК»).
Работа над мультжурналом продолжалась два года (1960, 1961).
После упразднения мультипликационного киножурнала материалы, которые готовились для него, стали основой для первых рисованных сюжетов известнейшего советского киножурнала «Фитиль», пришедшего на смену «Мультипликационному Крокодилу» в 1962 году.

## Выпуски
- Мук (Мультипликационный Крокодил) № 1
- Мук (Мультипликационный Крокодил) № 2
- Мук (Мультипликационный Крокодил) № 3 (не сохранился)
- Мук (Мультипликационный Крокодил) № 4. На чистую воду
- Мук (Мультипликационный Крокодил) № 5
- Мук (Мультипликационный Крокодил) № 6

Из всех шести выпусков киножурнала сохранилось только пять.